# 吉原薫
吉原 薫（よしはら かおる、1924年（大正13年）5月18日 - ）は、日本の政治家。元阿南市長。自治大学校卒業。徳島県阿南市福井町出身。

## 経歴
阿南市福井町出身。大阪市立東第二商業高等学校、自治大学校卒業。
1951年、旧見能林村役場に入り、1953年に同村収入役に就任。1955年、旧富岡町秘書室長に就任。1961年、合併により阿南市財政課長・総務課長に就任。1970年、同市助役、1974年、同市第一助役に就任。
1975年、阿南市長に初当選し1987年まで3期に渡り務めた。